# Напар
Напа́р — рідка лікарська форма (водний екстракт), відрізняється від настою режимом екстракції (триваліше настоюється).

## Приготування напару
Готується настоюванням залитої окропом лікарської рослинної сировини у термосі (настоюють протягом ночі, а вранці проціджують).

## Умови зберігання
Зберігають водні екстракти у холодильнику не більше 3-4 днів.